# Santiago Fútbol Club
El Santiago Fútbol Club es un equipo de fútbol profesional mexicano de la villa de Santiago, Nuevo León que participa en la Serie A de la Segunda División de México, también conocida como la Liga Premier, además de contar con una segunda escuadra filial jugando en la Tercera División.

## Historia
El equipo hizo su aparición en agosto de 2017 siendo inscrito en la Tercera División de México, sin embargo, durante su primera temporada jugó con el nombre oficial de Atlético UEFA, pues se utilizó esa franquicia para poder tomar parte del fútbol profesional.
En sus inicios, la escuadra era conocida como FCD Bulls de Santiago debido a que representaba a una escuela de fútbol que era propiedad del club FC Dallas de la MLS, por lo que los jugadores integrantes del equipo podían tener estancias de entrenamiento en los Estados Unidos y además utilizaban los uniformes e identidad gráfica del club norteamericano.
En agosto de 2022 el equipo cambió su estatus de escuela de fútbol a club profesional, por lo que la escuadra fue renombrada como Santiago Fútbol Club, aunque conservando la alianza con el FC Dallas y el subsecuente derecho a utilizar las instalaciones de la escuela de fútbol, el equipo se mantuvo en la Tercera División con una identidad independiente pero conservando las afiliaciones y derechos que ya poseía en la etapa anterior.
Tras una primera temporada de existencia bajo el nombre Santiago Fútbol Club, el 18 de julio de 2023 se anunció la entrada del club en la Serie B, rama secundaria de la Segunda División de México, esto tras adquirir la franquicia que había pertenecido al Mazorqueros Fútbol Club y trasladarla al estado de Nuevo León, por lo que el equipo se convirtió en la cuarta escuadra de importancia en Nuevo León tras los clubes Monterrey, Tigres UANL y Real Apodaca. Sin embargo, debido a cuestiones administrativas la escuadra que compite en la también llamada Liga Premier se llama oficialmente Club de Fútbol Santiago, aunque utilizando la identidad original en sus uniformes y comunicaciones.
El Santiago Fútbol Club consiguió su primer título profesional el 21 de diciembre de 2024 al proclamarse campeón del Torneo Apertura 2024 de la Serie B, esto tras derrotar en la final al equipo Artesanos Metepec con un marcador global de 3-0.
En marzo de 2025 se consiguió el segundo título oficial del club tras coronarse campeón de la cuarta edición de la Copa Conecta, un torneo copero celebrado entre clubes de la Serie B y la Liga TDP, el Santiago F.C. se proclamó ganador tras derrotar en la final al Real Zamora con un marcador de 3-0. En mayo el equipo logró el título de bicampeón de la Serie B de México tras derrotar en la final del Clausura 2025 al Atlético Pachuca con un marcador global de 3-2. En consecuencia, el Santiago consiguió su ascenso a la Serie A de México.

## Estadio
Desde octubre de 2024 el Santiago Fútbol Club disputa sus partidos como local en el complejo deportivo La Capilla Soccer Park, ubicado en Santiago, Nuevo León, el campo de fútbol cuenta con una capacidad aproximada para 1,000 espectadores.
Durante sus inicios, el equipo jugaba como local en la Cancha FCD El Barrial, perteneciente a la escuela de fútbol del FC Dallas en Santiago, Nuevo León, la cancha cuenta con una capacidad para albergar a 1,300 espectadores, no obstante este campo sigue siendo utilizado por la escuadra del Santiago F.C. que participa en la Liga TDP. Estas instalaciones comparten el nombre con el centro de entrenamiento del Monterrey, pero son completamente independientes de las utilizadas por los Rayados, aunque tengan compartan denominación de manera parcial al encontrarse en la misma zona.

## Palmarés
| Competición nacional               | Títulos                      | Subcampeonatos |
| ---------------------------------- | ---------------------------- | -------------- |
| Segunda Serie B (2/0)              | Apertura 2024, Clausura 2025 |                |
| Campeón de Campeones Serie B (1/0) | 2024/2025                    |                |
| Copa Conecta (1/0)                 | 2025                         |                |
| Copa Promesas MX (0/1)             |                              | 2024           |

## Temporadas
Como FCD Bulls de Santiago
| Temporada  | División  | Posición                      |
| ---------- | --------- | ----------------------------- |
| 2017/2018  | 5.Tercera | 4.º Grupo XII (Fase 1)        |
| 2018/2019  | 5.Tercera | 8.º Grupo XII                 |
| 2019/2020¹ | 5.Tercera | 1.º Grupo XII                 |
| 2020/2021  | 5.Tercera | 2.º Grupo XII (Dieciseisavos) |
| 2021/2022  | 5.Tercera | 3.º Grupo XV (Cuartos)        |

1: Torneo suspendido por pandemia de COVID-19, sin embargo la liga consideró los registros como oficiales y quedaron guardados en las estadísticas.
Como Santiago F.C.
| Temporada     | División          | Posición                      |
| ------------- | ----------------- | ----------------------------- |
| 2022/2023     | 5.Tercera         | 1.º Grupo XVI (Dieciseisavos) |
| 2023/2024     | 4.Segunda Serie B | 5.º (Semifinales)             |
| Apertura 2024 | 4.Segunda Serie B | 2.º (Campeón )                |
| Clausura 2025 | 4.Segunda Serie B | 1.º (Campeón )                |